# Sezonul de Formula 1 din 1967
Sezonul de Formula 1 din 1967 a fost cel de-al 21-lea sezon al curselor auto de Formula 1 FIA. A inclus cea de-a 18-a ediție a Campionatului Mondial al Piloților și a 10-a ediție a Cupei Internaționale pentru Constructorii de F1. Sezonul a fost disputat pe parcursul a unsprezece curse, începând cu Marele Premiu al Africii de Sud pe 2 ianuarie și terminându-se cu Marele Premiu al Mexicului pe 22 octombrie. În 1967 s-au desfășurat și șase curse care nu au făcut parte din campionat. Denny Hulme a câștigat Campionatul Mondial al Piloților, iar Brabham-Repco a primit Cupa Internațională pentru Constructorii de Formula 1.
Hulme a devenit primul dintre cei doi piloți care au câștigat titlul fără a obține vreun pole position în sezon. Doar Niki Lauda a mai reușit acest lucru în 1984. De asemenea, până în prezent, este singurul neozeelandez care a câștigat Campionatul Mondial al Piloților. Dan Gurney a obținut pentru Eagle singura ei victorie, iar Pedro Rodríguez i-a oferit lui Cooper ultima victorie într-un dramatic Mare Premiu al Africii de Sud, în care John Love a fost aproape de victorie la volanul unui Cooper-Climax învechit și privat.
Doi piloți au murit în evenimentele legate de Formula 1 în 1967. Pilotul Ferrari, Lorenzo Bandini, a murit într-un accident de foc în timpul Marelui Premiu al Principatului Monaco, pe 10 mai. În timp ce se afla pe locul al doilea în spatele lui Hulme în turul 82 (din 100), Bandini a pierdut controlul Ferrari-ului său când a ciupit o balustradă în timp ce intra în șicana Harbour. A derapat necontrolat înainte de a lovi un stâlp de lumină și de a se răsturna. Atunci când Ferrari-ul a lovit baloții de paie de pe marginea pistei, rezervorul său de combustibil a explodat în flăcări cu Bandini prins dedesubt. Suferind arsuri pe mai mult de 70% din corp, Bandini a murit la spital trei zile mai târziu. Pilotul britanic Bob Anderson a murit pe 27 august în timpul unui test la Silverstone la volanul unui Brabham. Anderson a derapat de pe pistă în condiții umede și a lovit un stâlp de observație, suferind răni grave la piept și la gât. Ulterior, a murit la Spitalul General Northampton din apropiere.

## Piloții și echipele înscrise în campionat
Următorii piloți și constructori au participat în Campionatul Mondial al Piloților din 1967 și în Cupa Internațională a Constructorilor de F1 din 1967.
| Imagine        | Concurent                   | Constructor | Motor                                        | Șasiu          | Pneu | Piloți               | Piloți         |
| -------------- | --------------------------- | ----------- | -------------------------------------------- | -------------- | ---- | -------------------- | -------------- |
| Imagine        | Concurent                   | Constructor | Motor                                        | Șasiu          | Pneu | Numele pilotului     | Etape          |
| Brabham BT24   | Brabham Racing Organisation | Brabham     | Repco 620 3,0 V8 Repco 740 3,0 V8            | BT19 BT20 BT24 | G    | Jack Brabham         | Toate          |
| Brabham BT24   | Brabham Racing Organisation | Brabham     | Repco 620 3,0 V8 Repco 740 3,0 V8            | BT19 BT20 BT24 | G    | Denny Hulme          | Toate          |
| BRM P261       | Owen Racing Organisation    | BRM         | BRM P75 3,0 H16 BRM P60 2,1 V8               | P83 P261 P115  | G    | Jackie Stewart       | Toate          |
| BRM P261       | Owen Racing Organisation    | BRM         | BRM P75 3,0 H16 BRM P60 2,1 V8               | P83 P261 P115  | G    | Mike Spence          | Toate          |
| Cooper T86     | Cooper Car Company          | Cooper      | Maserati 9/F1 3,0 V12 Maserati 10/F1 3,0 V12 | T81 T81B T86   | F    | Jochen Rindt         | 1–10           |
| Cooper T86     | Cooper Car Company          | Cooper      | Maserati 9/F1 3,0 V12 Maserati 10/F1 3,0 V12 | T81 T81B T86   | F    | Pedro Rodríguez      | 1–7, 11        |
| Cooper T86     | Cooper Car Company          | Cooper      | Maserati 9/F1 3,0 V12 Maserati 10/F1 3,0 V12 | T81 T81B T86   | F    | Alan Rees            | 6              |
| Cooper T86     | Cooper Car Company          | Cooper      | Maserati 9/F1 3,0 V12 Maserati 10/F1 3,0 V12 | T81 T81B T86   | F    | Richard Attwood      | 8              |
| Cooper T86     | Cooper Car Company          | Cooper      | Maserati 9/F1 3,0 V12 Maserati 10/F1 3,0 V12 | T81 T81B T86   | F    | Jacky Ickx           | 9–10           |
| Eagle T1G      | Anglo American Racers       | Eagle       | Climax FPF 2,8 L4                            | T1F            | G    | Dan Gurney           | 1              |
| Eagle T1G      | Anglo American Racers       | Eagle       | Weslake 58 3,0 V12                           | T1G            | G    | Dan Gurney           | 2–11           |
| Eagle T1G      | Anglo American Racers       | Eagle       | Weslake 58 3,0 V12                           | T1G            | G    | Richie Ginther       | 2              |
| Eagle T1G      | Anglo American Racers       | Eagle       | Weslake 58 3,0 V12                           | T1G            | G    | Bruce McLaren        | 5–7            |
| Eagle T1G      | Anglo American Racers       | Eagle       | Weslake 58 3,0 V12                           | T1G            | G    | Ludovico Scarfiotti  | 9              |
| Ferrari 312/67 | Scuderia Ferrari SpA SEFAC  | Ferrari     | Ferrari 242 3,0 V12                          | 312/66 312/67  | F    | Lorenzo Bandini      | 2              |
| Ferrari 312/67 | Scuderia Ferrari SpA SEFAC  | Ferrari     | Ferrari 242 3,0 V12                          | 312/66 312/67  | F    | Chris Amon           | 2–11           |
| Ferrari 312/67 | Scuderia Ferrari SpA SEFAC  | Ferrari     | Ferrari 242 3,0 V12                          | 312/66 312/67  | F    | Mike Parkes          | 3–4            |
| Ferrari 312/67 | Scuderia Ferrari SpA SEFAC  | Ferrari     | Ferrari 242 3,0 V12                          | 312/66 312/67  | F    | Ludovico Scarfiotti  | 3–4            |
| Ferrari 312/67 | Scuderia Ferrari SpA SEFAC  | Ferrari     | Ferrari 242 3,0 V12                          | 312/66 312/67  | F    | Jonathan Williams    | 11             |
| Honda RA300    | Honda Racing                | Honda       | Honda RA273E 3,0 V12                         | RA273 RA300    | F    | John Surtees         | 1–4, 6–7, 9–11 |
| LDS Mk 3       | Sam Tingle                  | LDS         | Climax FPF 2,8 L4                            | Mk 3           | D    | Sam Tingle           | 1              |
|                | Bayerische Motoren Werke AG | Lola        | BMW M10 2,0 L4                               | T100           | D    | Hubert Hahne         | 7              |
| Lotus 49       | Team Lotus                  | Lotus       | BRM P75 3,0 H16 BRM P60 2,1 V8               | 43 33          | F    | Graham Hill          | 1–2            |
| Lotus 49       | Team Lotus                  | Lotus       | BRM P75 3,0 H16 BRM P60 2,1 V8               | 43 33          | F    | Jim Clark            | 1              |
| Lotus 49       | Team Lotus                  | Lotus       | Climax FWMV 2,0 V8                           | 33             | F    | Jim Clark            | 2              |
| Lotus 49       | Team Lotus                  | Lotus       | Ford Cosworth DFV 3,0 V8                     | 49             | F    | Jim Clark            | 3–11           |
| Lotus 49       | Team Lotus                  | Lotus       | Ford Cosworth DFV 3,0 V8                     | 49             | F    | Graham Hill          | 3–11           |
| Lotus 49       | Team Lotus                  | Lotus       | Ford Cosworth DFV 3,0 V8                     | 49             | F    | Eppie Wietzes        | 8              |
| Lotus 49       | Team Lotus                  | Lotus       | Ford Cosworth DFV 3,0 V8                     | 49             | F    | Giancarlo Baghetti   | 9              |
| Lotus 49       | Team Lotus                  | Lotus       | Ford Cosworth DFV 3,0 V8                     | 49             | F    | Moisés Solana        | 10–11          |
| Matra MS5      | Matra Sports                | Matra       | Ford Cosworth FVA 1,6 L4                     | MS5 MS7        | D G  | Jean-Pierre Beltoise | 2, 10–11       |
| Matra MS5      | Matra Sports                | Matra       | Ford Cosworth FVA 1,6 L4                     | MS5 MS7        | D G  | Johnny Servoz-Gavin  | 2              |
|                | Bruce McLaren Motor Racing  | McLaren     | BRM P111 2,1 V8 BRM P101 3,0 V12             | M4B M5A        | G    | Bruce McLaren        | 2–3, 8–11      |

Echipele private care nu și-au construit propriul șasiu și au folosit șasiurile constructorilor existenți sunt arătate mai jos.
| Concurent                             | Constructor afiliat | Motor                          | Șasiu    | Pneu  | Piloți           | Piloți     |
| ------------------------------------- | ------------------- | ------------------------------ | -------- | ----- | ---------------- | ---------- |
| Concurent                             | Constructor afiliat | Motor                          | Șasiu    | Pneu  | Numele pilotului | Etape      |
| Rob Walker/Jack Durlacher Racing Team | Cooper              | Maserati 9/F1 3,0 V12          | T81      | F     | Jo Siffert       | Toate      |
| DW Racing Enterprises                 | Brabham             | Climax FPF 2,8 L4              | BT11     | F D   | Bob Anderson     | 1–6        |
| Joakim Bonnier Racing Team            | Cooper              | Maserati 9/F1 3,0 V12          | T81      | F     | Jo Bonnier       | 1, 4, 6–11 |
| Reg Parnell Racing                    | Lotus               | BRM P60 2,1 V8                 | 25       | F D G | Piers Courage    | 1          |
| Reg Parnell Racing                    | Lotus               | BRM P60 2,1 V8                 | 25       | F D G | Chris Irwin      | 3          |
| Reg Parnell Racing                    | BRM                 | BRM P60 2,1 V8 BRM P75 3,0 H16 | P261 P83 | F D G | Piers Courage    | 2, 6       |
| Reg Parnell Racing                    | BRM                 | BRM P60 2,1 V8 BRM P75 3,0 H16 | P261 P83 | F D G | Chris Irwin      | 4–11       |
| John Love                             | Cooper              | Climax FPF 2,8 L4              | T79      | D     | John Love        | 1          |
| Scuderia Scribante                    | Brabham             | Climax FPF 2,8 L4              | BT11     | F     | Dave Charlton    | 1          |
| Luki Botha                            | Brabham             | Climax FPF 2,8 L4              | BT11     | D     | Luki Botha       | 1          |
| Guy Ligier                            | Cooper              | Maserati 9/F1 3,0 V12          | T81      | F     | Guy Ligier       | 4–5        |
| Guy Ligier                            | Brabham             | Repco 620 3,0 V8               | BT20     | F     | Guy Ligier       | 6–7, 9–11  |
| Bernard White Racing                  | BRM                 | BRM P60 2,1 V8                 | P261     | G     | David Hobbs      | 6, 8       |
| Charles Vögele Racing                 | Cooper              | ATS 2,7 V8                     | T77      | D     | Silvio Moser     | 6          |
| Mike Fisher                           | Lotus               | BRM P60 2,1 V8                 | 33       | F     | Mike Fisher      | 8, 11      |
| Castrol Oils Ltd                      | Eagle               | Climax FPF 2,8 L4              | T1F      | G     | Al Pease         | 8          |
| Tom Jones                             | Cooper              | Climax FWMV 2,0 V8             | T82      | F     | Tom Jones        | 8          |

## Calendar
Următoarele unsprezece Mari Premii au avut loc în 1967.
| 1.                                         | 2.                                          | 3.                                      | 4.                                 |
| ------------------------------------------ | ------------------------------------------- | --------------------------------------- | ---------------------------------- |
| Marele Premiu al Africii de Sud 2 ianuarie | Marele Premiu al Principatului Monaco 7 mai | Marele Premiu al Țărilor de Jos 4 iunie | Marele Premiu al Belgiei 18 iunie  |
| Kyalami (P)                                | Monaco (S)                                  | Zandvoort (P)                           | Spa-Francorchamps (S)              |
| 5.                                         | 6.                                          | 7.                                      | 8.                                 |
| Marele Premiu al Franței 2 iulie           | Marele Premiu al Marii Britanii 15 iulie    | Marele Premiu al Germaniei 6 august     | Marele Premiu al Canadei 27 august |
| Le Mans Bugatti (P)                        | Silverstone (P)                             | Nürburgring (P)                         | Mosport Park (P)                   |
| 9.                                         | 10.                                         | 11.                                     |                                    |
| Marele Premiu al Italiei 10 septembrie     | Marele Premiu al Statelor Unite 1 octombrie | Marele Premiu al Mexicului 22 octombrie |                                    |
| Monza (P)                                  | Watkins Glen (P)                            | Magdalena Mixhuca (P)                   |                                    |
| (P) - pistă; (S) - stradă.                 |                                             |                                         |                                    |

## Rezultate și clasamente

### Marile Premii
| Etapa | Mare Premiu                | Pole position | Cel mai rapid tur | Pilotul câștigător | Constructorul câștigător | Pneu | Lider | Lider |
| Etapa | Mare Premiu                | Pole position | Cel mai rapid tur | Pilotul câștigător | Constructorul câștigător | Pneu | Pilot | Dif.  |
| ----- | -------------------------- | ------------- | ----------------- | ------------------ | ------------------------ | ---- | ----- | ----- |
| 1     | MP al Africii de Sud       | Jack Brabham  | Denny Hulme       | Pedro Rodríguez    | Cooper-Maserati          | F    | ROD   | 3     |
| 2     | MP al Principatului Monaco | Jack Brabham  | Jim Clark         | Denny Hulme        | Brabham-Repco            | G    | HUL   | 1     |
| 3     | MP al Țărilor de Jos       | Graham Hill   | Jim Clark         | Jim Clark          | Lotus-Ford               | F    | HUL   | 5     |
| 4     | MP al Belgiei              | Jim Clark     | Dan Gurney        | Dan Gurney         | Eagle-Weslake            | G    | HUL   | 5     |
| 5     | MP al Franței              | Graham Hill   | Graham Hill       | Jack Brabham       | Brabham-Repco            | G    | HUL   | 6     |
| 6     | MP al Marii Britanii       | Jim Clark     | Denny Hulme       | Jim Clark          | Lotus-Ford               | F    | HUL   | 9     |
| 7     | MP al Germaniei            | Jim Clark     | Dan Gurney        | Denny Hulme        | Brabham-Repco            | G    | HUL   | 12    |
| 8     | MP al Canadei              | Jim Clark     | Jim Clark         | Jack Brabham       | Brabham-Repco            | G    | HUL   | 9     |
| 9     | MP al Italiei              | Jim Clark     | Jim Clark         | John Surtees       | Honda                    | F    | HUL   | 3     |
| 10    | MP al Statelor Unite       | Graham Hill   | Graham Hill       | Jim Clark          | Lotus-Ford               | F    | HUL   | 5     |
| 11    | MP al Mexicului            | Jim Clark     | Jim Clark         | Jim Clark          | Lotus-Ford               | F    | HUL   | 5     |

### Clasament Campionatul Mondial al Piloților
Punctele au fost acordate pe o bază de 9–6–4–3–2–1 primilor șase clasați în fiecare cursă. Doar cele mai bune cinci rezultate din primele șase curse și cele mai bune patru rezultate din restul de cinci curse au fost luate în considerare pentru Campionatul Mondial. FIA nu a acordat o clasificare în campionat acelor piloți care nu au obținut puncte.
| Poz. | Pilot                | ZAF | MCO | NLD | BEL | FRA   | GBR | DEU‡ | CAN   | ITA  | USA  | MEX  | Puncte  |
| ---- | -------------------- | --- | --- | --- | --- | ----- | --- | ---- | ----- | ---- | ---- | ---- | ------- |
| 1    | Denny Hulme          | 4R  | 1   | 3   | Ab  | 2     | 2R  | 1    | 2     | Ab   | 3    | 3    | 51      |
| 2    | Jack Brabham         | 6P  | AbP | 2   | Ab  | 1     | 4   | 2    | 1     | 2    | (5)  | 2    | 46 (48) |
| 3    | Jim Clark            | Ab  | AbR | 1R  | 6P  | Ab    | 1P  | AbP  | AbP R | 3P R | 1    | 1P R | 41      |
| 4    | John Surtees         | 3   | Ab  | Ab  | Ab  |       | 6   | 4    |       | 1    | Ab   | 4    | 20      |
| 5    | Chris Amon           |     | 3   | 4   | 3   | Ab    | 3   | 3    | 6     | 7    | Ab   | 9    | 20      |
| 6    | Pedro Rodríguez      | 1   | 5   | Ab  | 9   | 6     | 5   | 11   |       |      |      | 6    | 15      |
| 7    | Graham Hill          | Ab  | 2   | AbP | Ab  | AbP R | Ab  | Ab   | 4     | Ab   | 2P R | Ab   | 15      |
| 8    | Dan Gurney           | Ab  | Ab  | Ab  | 1R  | Ab    | Ab  | AbR  | 3     | Ab   | Ab   | Ab   | 13      |
| 9    | Jackie Stewart       | Ab  | Ab  | Ab  | 2   | 3     | Ab  | Ab   | Ab    | Ab   | Ab   | Ab   | 10      |
| 10   | Mike Spence          | Ab  | 6   | 8   | 5   | Ab    | Ab  | Ab   | 5     | 5    | Ab   | 5    | 9       |
| 11   | John Love            | 2   |     |     |     |       |     |      |       |      |      |      | 6       |
| 12   | Jo Siffert           | Ab  | Ab  | 10  | 7   | 4     | Ab  | Ab   | NS    | Ab   | 4    | 12   | 6       |
| 13   | Jochen Rindt         | Ab  | Ab  | Ab  | 4   | Ab    | Ab  | Ab   | Ab    | 4    | Ab   |      | 6       |
| 14   | Bruce McLaren        |     | 4   | Ab  |     | Ab    | Ab  | Ab   | 7     | Ab   | Ab   | Ab   | 3       |
| 15   | Jo Bonnier           | Ab  |     |     | Ab  |       | Ab  | 6    | 8     | Ab   | 6    | 10   | 3       |
| 16   | Chris Irwin          |     |     | 7   | Ab  | 5     | 7   | 9    | Ab    | Ab   | Ab   | Ab   | 2       |
| 17   | Bob Anderson         | 5   | NSC | 9   | 8   | Ab    | Ab  |      |       |      |      |      | 2       |
| 18   | Mike Parkes          |     |     | 5   | Ab  |       |     |      |       |      |      |      | 2       |
| 19   | Guy Ligier           |     |     |     | 10  | NC    | 10  | 8    |       | Ab   | Ab   | 11   | 1       |
| 20   | Ludovico Scarfiotti  |     |     | 6   | NC  |       |     |      |       | Ab   |      |      | 1       |
| 21   | Jacky Ickx           |     |     |     |     |       |     |      |       | 6    | Ab   |      | 1       |
| —    | Jean-Pierre Beltoise |     | NSC |     |     |       |     |      |       |      | 7    | 7    | 0       |
| —    | David Hobbs          |     |     |     |     |       | 8   |      | 9     |      |      |      | 0       |
| —    | Jonathan Williams    |     |     |     |     |       |     |      |       |      |      | 8    | 0       |
| —    | Alan Rees            |     |     |     |     |       | 9   |      |       |      |      |      | 0       |
| —    | Richard Attwood      |     |     |     |     |       |     |      | 10    |      |      |      | 0       |
| —    | Mike Fisher          |     |     |     |     |       |     |      | 11    |      |      | NS   | 0       |
| —    | Dave Charlton        | NC  |     |     |     |       |     |      |       |      |      |      | 0       |
| —    | Luki Botha           | NC  |     |     |     |       |     |      |       |      |      |      | 0       |
| —    | Al Pease             |     |     |     |     |       |     |      | NC    |      |      |      | 0       |
| —    | Piers Courage        | Ab  | Ab  |     |     |       | NS  |      |       |      |      |      | 0       |
| —    | Moisés Solana        |     |     |     |     |       |     |      |       |      | Ab   | Ab   | 0       |
| —    | Sam Tingle           | Ab  |     |     |     |       |     |      |       |      |      |      | 0       |
| —    | Lorenzo Bandini      |     | Ab  |     |     |       |     |      |       |      |      |      | 0       |
| —    | Johnny Servoz-Gavin  |     | Ab  |     |     |       |     |      |       |      |      |      | 0       |
| —    | Silvio Moser         |     |     |     |     |       | Ab  |      |       |      |      |      | 0       |
| —    | Hubert Hahne         |     |     |     |     |       |     | Ab   |       |      |      |      | 0       |
| —    | Giancarlo Baghetti   |     |     |     |     |       |     |      |       | Ab   |      |      | 0       |
| —    | Eppie Wietzes        |     |     |     |     |       |     |      | DSC   |      |      |      | 0       |
| —    | Tom Jones            |     |     |     |     |       |     |      | NSC   |      |      |      | 0       |
| —    | Richie Ginther       |     | NSC |     |     |       |     |      |       |      |      |      | 0       |
| Poz. | Pilot                | ZAF | MCO | NLD | BEL | FRA   | GBR | DEU‡ | CAN   | ITA  | USA  | MEX  | Puncte  |

| Legendă      | Legendă                                            |
| Culoare      | Rezultat                                           |
| ------------ | -------------------------------------------------- |
| Auriu        | Câștigător                                         |
| Argintiu     | Locul 2                                            |
| Bronz        | Locul 3                                            |
| Verde        | Alte locuri care punctează                         |
| Albastru     | Alte locuri                                        |
| Albastru     | Nu s-a clasat, dar a terminat cursa (NC)           |
| Purpuriu     | A abandonat cursa (Ab)                             |
| Negru        | Descalificat (DSC)                                 |
| Alb          | Nu a luat startul (NS)                             |
| Roșu         | Nu s-a calificat (NSC)                             |
| Fără culoare | Retras înainte de calificări (Ret)                 |
| Fără culoare | Exclus (EX)                                        |
| Fără culoare | Nu a participat (celulă goală)                     |
| Adnotare     | Însemnătate                                        |
| P            | Pole position                                      |
| R            | Cel mai rapid tur                                  |
| (6)          | Rezultatul nu a fost luat în considerare pentru CM |

Notă:
- ‡ – În Marele Premiu al Germaniei din 1967, au fost înscriși și piloți care au concurat cu mașini de F2. Aceștia nu erau eligibili de puncte pentru campionat, indiferent de poziția în care încheiau cursa. Din acest motiv, deși au terminat pe locurile 6, respectiv 8, Jo Bonnier și Guy Ligier au primit punctele aferente pozițiilor 5 și 6, întrucât locurile 5 și 7 au fost ocupate de mașini de F2.

### Clasament Cupa Internațională pentru Constructorii de F1
Punctele au fost acordate pe o bază de 9–6–4–3–2–1 primilor șase clasați în fiecare cursă, dar numai primei mașini care a terminat pentru fiecare constructor. Cele mai bune cinci rezultate din primele șase curse și cele mai bune patru rezultate din restul de cinci curse au fost luate în considerare pentru Cupa Internațională.
| Poz. | Constructor     | ZAF | MCO | NLD | BEL | FRA | GBR | DEU | CAN | ITA | USA | MEX | Puncte  |
| ---- | --------------- | --- | --- | --- | --- | --- | --- | --- | --- | --- | --- | --- | ------- |
| 1    | Brabham-Repco   | 4   | 1   | 2   | Ab  | 1   | 2   | 1   | 1   | 2   | (3) | 2   | 63 (67) |
| 2    | Lotus-Ford      |     |     | 1   | 6   | Ab  | 1   | Ab  | 4   | 3   | 1   | 1   | 44      |
| 3    | Cooper-Maserati | 1   | 5   | 10  | 4   | 4   | 5   | 6   | 8   | 4   | 4   | 6   | 28      |
| 4    | Honda           | 3   | Ab  | Ab  | Ab  |     | 6   | 4   |     | 1   | Ab  | 4   | 20      |
| 5    | Ferrari         |     | 3   | 4   | 3   | Ab  | 3   | 3   | 6   | 7   | Ab  | 8   | 20      |
| 6    | BRM             | Ab  | 6   | 8   | 2   | 3   | 7   | 9   | 5   | 5   | Ab  | 5   | 17      |
| 7    | Eagle-Weslake   |     | Ab  | Ab  | 1   | Ab  | Ab  | Ab  | 3   | Ab  | Ab  | Ab  | 13      |
| 8    | Lotus-BRM       | Ab  | 2   | 7   |     |     |     |     | 11  |     |     | NS  | 6       |
| 9    | Cooper-Climax   | 2   |     |     |     |     |     |     | NSC |     |     |     | 6       |
| 10   | McLaren-BRM     |     | 4   | Ab  |     |     |     |     | 7   | Ab  | Ab  | Ab  | 3       |
| 11   | Brabham-Climax  | 5   | NSC | 9   | 8   | Ab  | Ab  |     |     |     |     |     | 2       |
| —    | Matra-Ford      |     | Ab  |     |     |     |     |     |     |     | 7   | 7   | 0       |
| —    | Eagle-Climax    | Ab  |     |     |     |     |     |     | NC  |     |     |     | 0       |
| —    | LDS-Climax      | Ab  |     |     |     |     |     |     |     |     |     |     | 0       |
| —    | Lotus-Climax    |     | Ab  |     |     |     |     |     |     |     |     |     | 0       |
| —    | Cooper-ATS      |     |     |     |     |     | Ab  |     |     |     |     |     | 0       |
| —    | Lola-BMW        |     |     |     |     |     |     | Ab  |     |     |     |     | 0       |
| Poz. | Constructor     | ZAF | MCO | NLD | BEL | FRA | GBR | DEU | CAN | ITA | USA | MEX | Puncte  |

## Curse non-campionat
În sezonul din 1967, au fost organizate și șase curse care nu au făcut parte din Campionatul Mondial.
| Numele cursei                  | Circuit      | Data          | Pilotul câștigător              | Constructor   |
| ------------------------------ | ------------ | ------------- | ------------------------------- | ------------- |
| Cursa Camponilor II            | Brands Hatch | 12 martie     | Dan Gurney                      | Eagle-Weslake |
| Spring Cup I                   | Oulton Park  | 15 aprilie    | Jack Brabham                    | Brabham-Repco |
| Trofeul Internațional BRDC XIX | Silverstone  | 29 aprilie    | Mike Parkes                     | Ferrari       |
| Gran Premio di Siracusa XVI    | Siracuza     | 21 mai        | Mike Parkes Ludovico Scarfiotti | Ferrari       |
| Cupa Internațională de Aur XIV | Oulton Park  | 16 septembrie | Jack Brabham                    | Brabham-Repco |
| Marele Premiu al Spaniei XV    | Jarama       | 12 noiembrie  | Jim Clark                       | Lotus-Ford    |